# Division d’Honneur 2011
Die Division d’Honneur 2011 (auch bekannt als Super Ligue Coca-Cola) ist die 61. Spielzeit der ersten neukaledonischen Fußballliga Division d’Honneur. Die Saison begann am 12. Februar 2011, es nehmen wie in den Vorjahren acht Mannschaften teil. Der einzige Liga-Neuling ist AS Thio Sport, das sich in den Playoffs der vorherigen Saison durchsetzte. Für einen Sieg erhalten die Mannschaften vier Punkte, ein Unentschieden wird mit zwei Punkten belohnt. Bei einer Niederlage wird dem jeweiligen Team ein Zähler gutgeschrieben.

## Modus
Alle acht Mannschaften werden im Laufe der regulären Saison zweimal gegeneinander spielen. Die letzten vier Mannschaften spielen nach Ende der regulären Saison unter sich einen Absteiger aus. Die vier bestplatzierten Mannschaften nehmen, gemeinsam mit dem Meister der Îles Loyautés, am Playoff-Wettbewerb teil.

## Mannschaften
| Verein                             | Stadt        | Provinz     | Stadion              | Kapazität |
| ---------------------------------- | ------------ | ----------- | -------------------- | --------- |
| AS Kunié                           | Île des Pins | Südprovinz  | Stade Numa-Daly      | 10.000    |
| AS Lössi                           | Nouméa       | Südprovinz  | Stade Numa-Daly      | 10.000    |
| AS Magenta                         | Nouméa       | Südprovinz  | Stade Numa-Daly      | 10.000    |
| AS Mont-Dore (Amtierender Meister) | Le Mont-Dore | Südprovinz  | Stade Numa-Daly      | 10.000    |
| AS Thio Sport (Aufsteiger)         | Thio         | Südprovinz  | Stade Numa-Daly      | 10.000    |
| FC Gaïtcha                         | Nouméa       | Südprovinz  | Stade Numa-Daly      | 10.000    |
| Hienghène Sport                    | Hienghène    | Nordprovinz | Stade Lucien Yoshida | unbekannt |
| Mouli Sport                        | Nouméa       | Südprovinz  | Stade Numa-Daly      | 10.000    |

## Tabelle (Reguläre Saison)
| Pl. | Verein            | Sp. | S | U | N | Tore    | Diff. | Punkte |
| --- | ----------------- | --- | - | - | - | ------- | ----- | ------ |
| 1.  | AS Mont-Dore (M)  | 5   | 4 | 0 | 1 | 013:600 | +7    | 17     |
| 2.  | FC Gaïtcha        | 5   | 3 | 2 | 0 | 010:600 | +4    | 16     |
| 3.  | AS Magenta (P)    | 5   | 3 | 1 | 1 | 012:900 | +3    | 15     |
| 4.  | AS Thio Sport (N) | 5   | 3 | 0 | 2 | 009:100 | −1    | 14     |
| 5.  | Mouli Sport       | 4   | 2 | 0 | 2 | 011:800 | +3    | 10     |
| 6.  | Hienghène Sport   | 4   | 1 | 1 | 2 | 002:400 | −2    | 08     |
| 7.  | AS Kunié          | 5   | 1 | 0 | 4 | 011:160 | −5    | 08     |
| 8.  | AS Lössi          | 5   | 0 | 0 | 5 | 005:120 | −7    | 05     |

| (M) | Neukaledonischer Meister 2010                             |
| (P) | Neukaledonischer Pokalsieger 2010                         |
| (N) | Neuling aus der Promotion d’Honneur (Süd) der Saison 2010 |